# Дарко Ракочевић
Дарко Ракочевић (Чачак, 13. септембра 1981) српски је фудбалски тренер и бивши фудбалер.

## Каријера
Ракочевић је прошао млађе узрасте Борца из Чачка. Неко време је наступао за Полет из Љубића и локални Ремонт. Током своје иностране каријере играо је у Хонгконгу, Казахстану и на Тајланду. У Србији је наступао још за Металац из Горњег Милановца, а играчку каријеру окончао је у екипи Младости из Лучана чији је члан био од 2016. до 2017. године.
Ракочевић је у марту 2018. постао члан стручног штаба Борца из Чачка, као један од помоћника тренера Владимира Станисављевића и ту се задржао до наредне године. У лучанску Младост вратио се 2019. године као помоћник у стручном штабу Горана Станића. Наставио је да обавља тај посао и код Ненада Миловановића, а почетком марта 2021. именован је за шефа стручног штаба. Напустио је Младост по окончању такмичарске 2020/21.